# سالیانه (سلسله)
سالیانه (سلسله)، روستایی از توابع بخش مرکزی شهرستان سلسله در استان لرستان ایران است.

## جمعیت
این روستا در دهستان دوآب قرار دارد و براساس سرشماری مرکز آمار ایران در سال ۱۳۸۵، جمعیت آن ۵۴ نفر (۱۰خانوار) بوده‌است.
با توجه به مهاجرت اکثریت ساکنین این روستا به شهر خرم آباد،رشد جمعیتی مشهود نبوده است.اما در دهه ۹۰ مهاجرت معکوس اتفاق افتاده و اکنون حدود ۲۵ خانوار در این روستا سکونت دائم دارند که جمعیتشان به حدود ۱۱۱ نفر می رسد.جمعیت تقریبی این روستا با احتساب ساکنین خرم آباد ۶۰۰ خانوار و حدود ۲۲۰۰ نفر است.